# Andrija Artuković

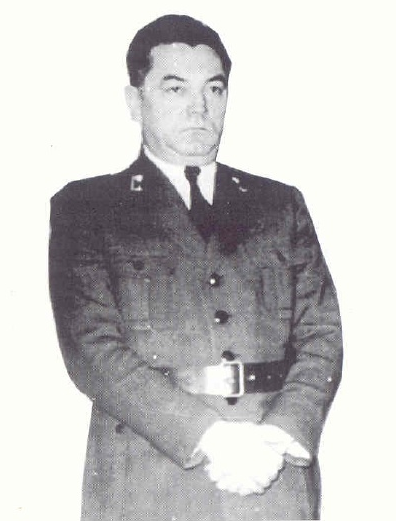
Andrija Artuković

Andrija Artuković (Ljubuski, 29 november 1899 – Zagreb, 16 januari 1988) was een Kroatisch extreemrechts politicus, die nauw betrokken was bij de genocide op Joden, Sinti, Roma, Serviërs en andere minderheden in de 'Onafhankelijke Kroatische Staat' (NDH). Zijn bijnaam luidde 'De Joegoslavische Himmler'.

## Betrokkenheid moord op Joegoslavische koning
Andrija Artuković studeerde in de jaren twintig en vroege jaren dertig in een franciscaans klooster in Siroki Brijeg in Bosnië en Herzegovina. Hij leidde een nationalistische opstand in de Velebit-bergen in de jaren dertig. Om aan een arrestatie te ontsnappen vluchtte hij naar Groot-Brittannië. Hij sloot zich aan bij de Ustasa-Beweging. Vanuit Groot-Brittannië was hij betrokken bij het voorbereiden van een aanslag op koning Alexander I van Joegoslavië. Na de (geslaagde) aanslag werd hij gearresteerd, maar spoedig weer vrijgelaten.

## Rol in de genocide
Na de nazi-Duitse invasie in Joegoslavië in april 1941 werd hij door Ustasa-leider ('Poglavnik') Ante Pavelic benoemd tot minister van Binnenlandse Zaken in de 'Onafhankelijke Kroatische Staat' (NDH). In die functie gaf hij nog in 1941 bevel om 4000 Serviërs uit Siroki Brijeg weg te voeren naar concentratiekampen, waaronder het bekende Kroatische kamp Jasenovac. Ook was hij betrokken bij de oprichting van de Kroatische concentratiekampen.

## Na de Tweede Wereldoorlog
Na de Tweede Wereldoorlog vluchtte Artuković samen met Pavelic, aartsbisschop Ivan Šarić en andere Ustasa naar Oostenrijk. Artuković viel in handen van de Britten, maar werd spoedig vrijgelaten. Daarop vertrok hij in 1948 naar de Verenigde Staten. Joegoslavië, dat inmiddels wist waar Artuković zich bevond, vroeg in 1951 om zijn uitlevering. Een Amerikaanse rechter bepaalde dat Artuković in de Verenigde Staten kon blijven omdat hij 'het fysiek niet aankon om terecht te staan in Joegoslavië'. Meer dan twintig jaar later, in 1986, werd hij uiteindelijk alsnog uitgeleverd aan Joegoslavië, waar hij terechtstond en ter dood werd veroordeeld. Het vonnis werd niet uitgevoerd omdat hij op 88-jarige leeftijd in het gevangenisziekenhuis overleed.
- Bibliothèque nationale de France: cb158779674 (data)
- Gemeinsame Normdatei: 120548992
- International Standard Name Identifier: 0000 0003 8573 3723
- Library of Congress Control Number: n79080938
- National Archives and Records Administration: 10581519
- Nationale Bibliotheek van Tsjechië: js2016902432
- Nationale Bibliotheek van Israël: 987007403536005171
- SNAC: w6gk5n34
- Système universitaire de documentation: 153131772
- Virtual International Authority File: 3304827
- WorldCat: E39PBJmtxwQkMpbR3Cv6V8jKVC